# بهرست سفلى
بهرست سفلى (بالفارسية: پهرست سفلى) (بالإنجليزية: Pehrest-e Sofla)‏، قرية في ناحية بيرم (بالفارسية: بخش بيرم)، قسم بلاده الريفي، مقاطعة لارستان، محافظة فارس، إيران. يبلغ عدد سكانها حسب إحصاء عام 2006 ميلادية 172 نسمة في 42 عائلة.